# Vellescot
Vellescot is een gemeente in het Franse departement Territoire de Belfort (regio Bourgogne-Franche-Comté) en telt 164 inwoners (1999). De plaats maakt deel uit van het arrondissement Belfort. In het Elzassisch of het Duits heette de plaats vroeger Hanendorf of Hahndorf.

## Geografie
De oppervlakte van Vellescot bedraagt 3,6 km², de bevolkingsdichtheid is 45,6 inwoners per km².
De onderstaande kaart toont de ligging van Vellescot met de belangrijkste infrastructuur en aangrenzende gemeenten.

## Demografie
Onderstaande figuur toont het verloop van het inwonertal (bron: INSEE-tellingen).